# لزيق شوكي
اللزيق  الشوكي أو الشُبَّيْط الشائك، نوع نباتي يتبع جنس اللزيق من الفصيلة النجمية.

## الموئل والانتشار
ينتشر في آسيا وأوروبا والأمريكتين وأستراليا. أدخل إلى جميع مناطق المغرب العربي والمشرق العربي.

## الوصف النباتي
عشب حولي مشوك، ساقه كثيرة التفرع ويصل ارتفاعها إلى 90 سم. أوراقه ثلاثية الفصوص، وفي قاعدتها أشواك ثلاثية الشعب، وفص الورقة المتوسط متطاول، ونورته رؤيس، وأزهاره صفراء، وثمرته صغيرة (1 سم)، ومشوكة، ويزهر في تموز ـ أيلول. وينتشر في الأماكن المهملة وأطراف الحقول وجوانب الطرقات. يعد نباتا عالي السمية.